# Paige McPherson
Paige Arielle McPherson (Abilene, 1 de octubre de 1990) es una deportista estadounidense que compite en taekwondo.
Participó en tres Juegos Olímpicos de Verano entre los años 2012 y 2020, obteniendo una medalla de bronce en la edición de Londres 2012 en la categoría de –67 kg. En los Juegos Panamericanos consiguió tres medallas entre los años 2011 y 2019.
Ganó dos medallas en el Campeonato Mundial de Taekwondo en los años 2015 y 2017, y cuatro medallas en el Campeonato Panamericano de Taekwondo entre los años 2008 y 2018.

## Palmarés internacional
| Juegos Olímpicos        | Juegos Olímpicos         | Juegos Olímpicos  | Juegos Olímpicos |
| Año                     | Lugar                    | Medalla           | Categoría        |
| ----------------------- | ------------------------ | ----------------- | ---------------- |
| 2012                    | Londres (Reino Unido)    | Medalla de bronce | –67 kg           |
| Campeonato Mundial      |                          |                   |                  |
| Año                     | Lugar                    | Medalla           | Categoría        |
| 2015                    | Cheliábinsk (Rusia)      | Medalla de bronce | –67 kg           |
| 2017                    | Muju (Corea del Sur)     | Medalla de plata  | –67 kg           |
| Juegos Panamericanos    |                          |                   |                  |
| Año                     | Lugar                    | Medalla           | Categoría        |
| 2011                    | Guadalajara (México)     | Medalla de plata  | –67 kg           |
| 2015                    | Toronto (Canadá)         | Medalla de oro    | –67 kg           |
| 2019                    | Lima (Perú)              | Medalla de plata  | –67 kg           |
| Campeonato Panamericano |                          |                   |                  |
| Año                     | Lugar                    | Medalla           | Categoría        |
| 2008                    | Caguas (Puerto Rico)     | Medalla de oro    | –67 kg           |
| 2014                    | Aguascalientes (México)  | Medalla de bronce | –67 kg           |
| 2016                    | Querétaro (México)       | Medalla de oro    | –67 kg           |
| 2018                    | Spokane (Estados Unidos) | Medalla de oro    | –67 kg           |